# 亚历山大·谢拉菲莫维奇·福金
亚历山大·谢拉菲莫维奇·福金（羅馬化：Aleksandr Serafimovich Fokin；1954年12月13日—2005年11月9日）是俄罗斯政治人物，第二任波多利斯克市长。
1973年至1975年，他在苏联军队导弹部队服役。随后，他在波多利斯克乳品厂工作，同时在波多利斯克工业学院学习工程和经济学。1991年至1999年，他当选为波多利斯克市议会议员。1999年至2003年，他两次当选莫斯科州杜马议员。2003年5月25日，他当选波多利斯克市市长。在他的领导下，波多利斯克市于2004年11月23日获得市区地位。
2005年4月22日，亚历山大·福金被正式指控组织谋杀了他在市长竞选中的主要竞争对手彼得·扎布罗金（Пётр Забродин），后者是波多利斯克市政府第一副市长。扎布罗金于2002年6月13日至14日之间的夜间在他位于萨尔科沃村的别墅附近的一辆公务车“伏尔加”中遭到身份不明的人枪杀。2005年11月9日，福金被发现在寂静水手看守所的监狱病房内上吊身亡。